# McCarrs Creek
McCarrs Creek é um subúrbio que está localizado junto a McCarrs Creek, aproximadamente 4 quilômetros a oeste de Newport, nas cabeceiras do Pittwater no estado da Nova Gales do Sul, na Austrália.